# 乃木坂

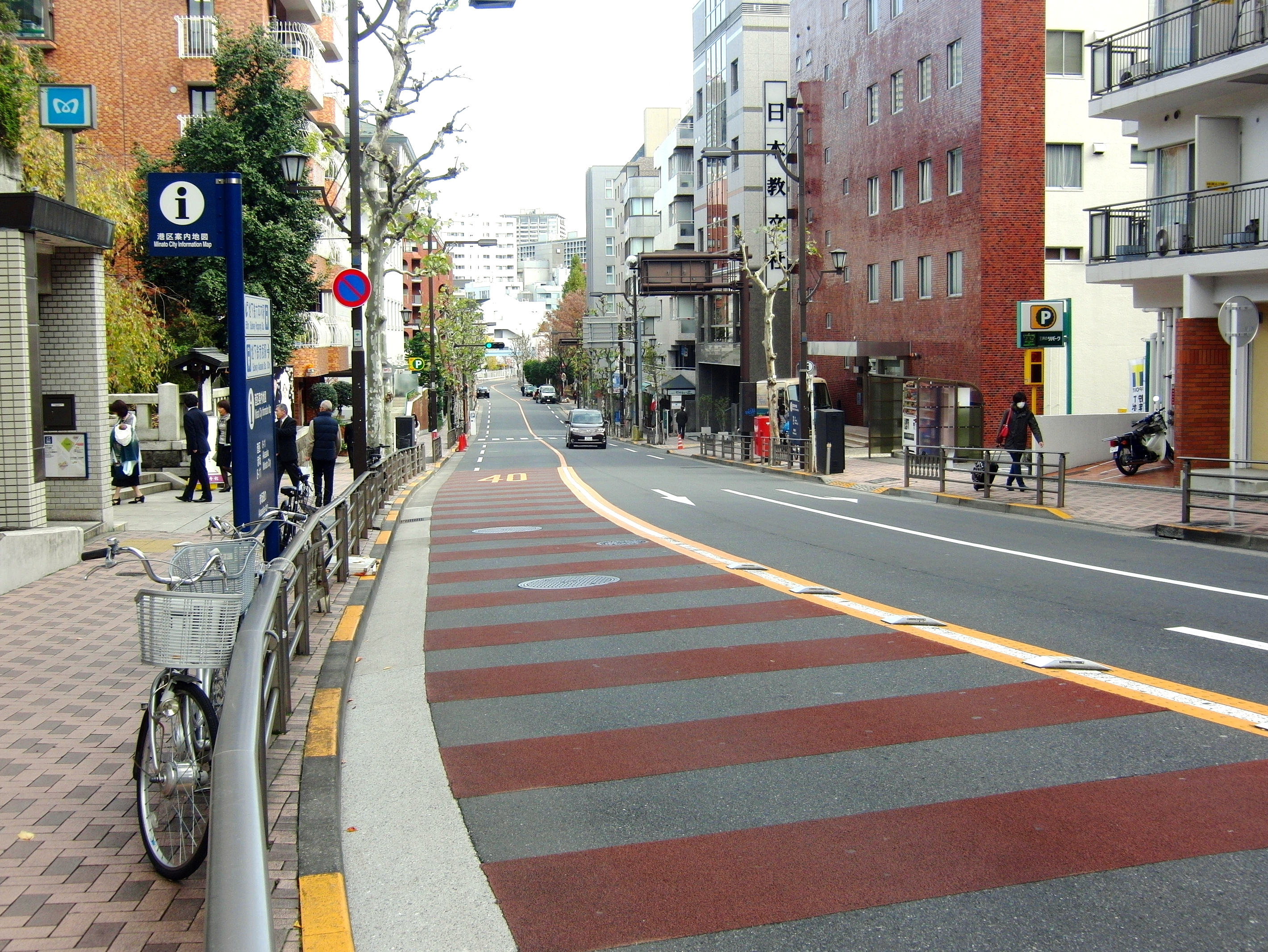
乃木坂

乃木坂（日语：／ Nogizaka */?）是位於日本東京都港區赤坂八丁目和九丁目交界、自乃木神社前朝西連往外苑東通的坡道，並廣義地被用來稱呼這條坡道與東京地下鐵乃木坂站周邊一帶的地區。

## 概要

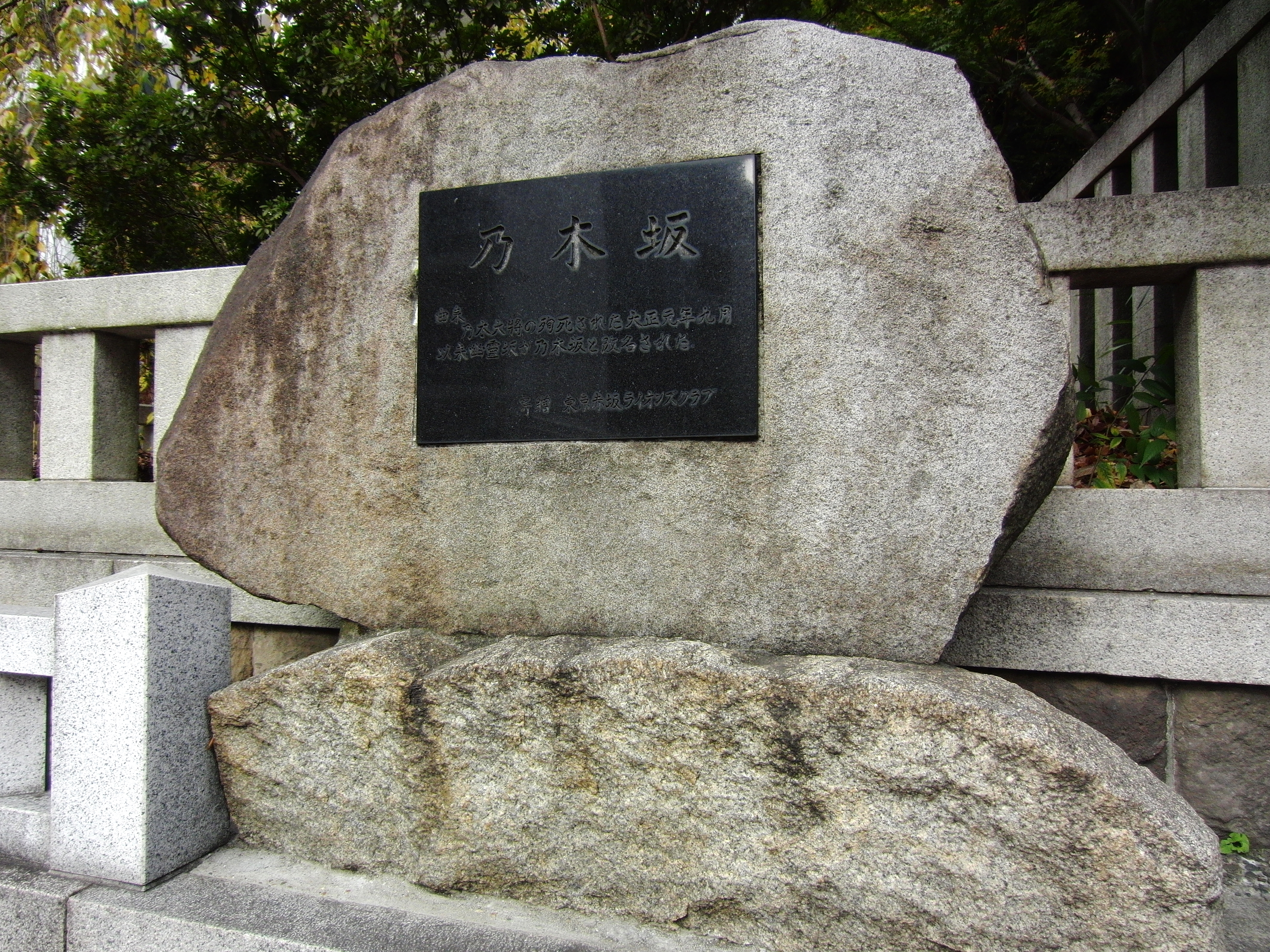
記錄乃木坂名稱由來的石碑

江戶時代稱作幽靈坂，也稱作「行合坂」、「膝折坂」。
乃木坂之名是1912年（大正元年）9月，為了悼念大日本帝國陸軍之重鎮、學習院院長乃木希典大將的殉死，由赤坂區議會議決改名。
之後，周邊地域也被稱作乃木坂，1972年（昭和47年）10月20日在此地域開業的營團地下鐵（今東京地下鐵）千代田線的車站命名為乃木坂站，做為地域名更為一般化。
乃木坂並非住居表示的名稱，所以無明確的定義範圍，大概是赤坂八、九丁目、南青山一丁目、六本木七丁目之一部，以外苑東通和赤坂通的乃木坂陸橋交差點為中心，北邊的山王病院、東邊的赤坂小前交差點、西邊的乃木坂車站之西端、南邊的東京中城西交差點所連結的地域內，有許多冠以乃木坂之名的設施、建物。

## 地域、周邊的主要設施
- 乃木神社
- 乃木公園
- 乃木會館
- 乃木坂車站
- 外苑東通
- 赤坂通（東京都道413號赤坂杉並線）
- 港區立赤坂小學校
- 港區立赤坂中學校
- 山王病院
- 心臓血管研究所付屬病院
- 國立新美術館
- 日本學術會議
- 眾議院副議長公邸
- 衆議院青山議員宿舎
- 傑尼斯事務所總部大樓（舊SME乃木坂大樓）
- Tokyo Midtown
  - Midtown Tower

## 关联条目
- 乃木坂46 - 女子偶像组合，组合名的由来。
- 乃木希典

## 脚注
1. 1 2  「乃木坂」　横関英一　『江戸の坂 東京の坂（全）』　筑摩書房　平成22年11月10日発行

## 外部連結
- 乃木坂 （页面存档备份，存于）　港區産業振興課